# Solträsklobblet
Solträsklobblet är en sjö i Arvidsjaurs kommun i Lappland och ingår i Byskeälvens huvudavrinningsområde. Sjön har en area på 0,123 kvadratkilometer och ligger 458,3 meter över havet. Sjön avvattnas av vattendraget Garneälven.

## Delavrinningsområde
Solträsklobblet ingår i det delavrinningsområde (727565-162978) som SMHI kallar för Inloppet i Månsträsket. Medelhöjden är 492 meter över havet och ytan är 13,28 kvadratkilometer. Det finns ett avrinningsområde uppströms, och räknas det in blir den ackumulerade arean 26,71 kvadratkilometer. Garneälven som avvattnar avrinningsområdet har biflödesordning 3, vilket innebär att vattnet flödar genom totalt 3 vattendrag innan det når havet efter 186 kilometer. Avrinningsområdet består mestadels av skog (56 procent) och sankmarker (43 procent). Avrinningsområdet har 0,13 kvadratkilometer vattenytor vilket ger det en sjöprocent på 0,9 procent.